# 三田村賢二
三田村 賢二（みたむら けんじ、1947年3月22日 - ）は、神奈川県出身の俳優。本名は同じ。身長170cm、体重65kg、バスト93cm、ウェスト76.0cm、ヒップ96cm。特技は琴（山田流）、水泳である。
今井事務所、ジェイ・クリップ所属。東京都杉並区で「楽・食・遊 みたむら」を経営している。

## 出演

### 映画
- LEMI レミ （1988年）
- 私をベットにつれてってゴーストに抱かれた花嫁（1992年）
- うれしはずかし物語（1998年）
- シベリア超特急2「菊富士ホテル殺人メロディ」（2001年） - 山岸
- 梁山泊 (映画)4「激突パチスロ大戦争」（2004年）
- ミドリムシの姫（2022年）
- この小さな手（2023年）[1]

### テレビドラマ

#### NHK
- 連続テレビ小説
  - 藍より青く（1972年 - 1973年） - 鱶原正人
  - 澪つくし（1985年）
  - あんぱん（2025年） - ご隠居
- 大河ドラマ
  - 勝海舟（1974年） - 高松太郎
  - 元禄太平記（1975年） - 笠原長右衛門
  - 黄金の日日（1978年） - 神社の男
- 銀河テレビ小説（NHK）
  - ぼくの姉さん（1978年） - 健夫
  - 聖者が街にやって来た（1982年）
- 月曜ドラマシリーズ / ジイジ2〜孫といた夏〜（2005年）
- フェイクニュース あるいはどこか遠くの戦争の話（2018年） - 福田幸三
- つまらない住宅地のすべての家（2022年） - 矢島敏郎

#### 日本テレビ
- 太陽にほえろ!
  - 第188話「切札」（1976年） - 糸崎公一
  - 第270話「殿下とライオン」（1977年） - 岩沢建設設計課長・矢部則夫
- 八百八町夢日記 第1シリーズ 第10話「おりん慕情」（1989年） - 勝蔵
- 火曜サスペンス劇場
  - 浅見光彦ミステリー 第8作「琵琶湖周航殺人歌」（1990年） - 滋賀県警琵琶湖東警察署 刑事・八代（横沢【名古屋章】の部下）
  - 逃げる女（1999年） - 奥田啓三
  - だます女だまされる女 第2作「一枚のチラシがもたらす地獄」（2001年）
  - 二通の手紙（2004年）
  - 警視庁鑑識班 第18作「首吊り死体に劇薬の痕跡！拭き忘れた指紋とロープの繊維片が暴く女3人の危険な約束」（2005年） - 永和医大病院 外科医・日向真輔
- 刑事貴族 第4話「その時、野獣に牙を剥いた」（1990年）
- ストレートニュース 第9話「15年前一家惨殺事件涙の告白! 本当の両親を殺したのは矢島だ」（2000年） - 捜査員
- 探偵家族（2002年）
- 地獄少女 第7話「甘い誘惑」（2006年） - 香山孝三 役

#### TBS
- 助け人走る 第18話「放蕩大始末」（1974年） - 近藤数馬
- Gメン'75
  - 第15話「密輸死体」（1975年） - 北室拓也
  - 第84話「三本指の刑事」（1976年） - 小沢刑事
- 大岡越前（C.A.L）
  - 第8部 第22話「江戸から消えた御奉行様」（1984年12月17日） - 佐五平
  - 第10部 第19話「掏った財布で恩返し」（1988年7月4日） - 隆太
  - 第12部 第23話「駕籠屋が見ていた真犯人」（1992年3月23日） - 助十
  - 第13部 第14話「辻斬りは三葉葵の紋所」（1993年2月15日） - 仙太
  - 第15部 第12話「罪を着た男」（1998年11月30日） - 亀吉
- 水戸黄門（C.A.L）
  - 第15部 第21話「意地で守った名人芸 -鳥取-」（1985年6月17日） - 忠七
  - 第17部 第25話「狙われた二人の黄門様 -大坂-」、第26話「旅の終わりの波瀾万丈 -大坂・江戸-」（1988年） - 助造
  - 第18部 第26話「怨念渦巻く祭の宿 -豊川-」（1989年3月13日） - 角造
  - 第20部 第4話「偽黄門は正義の味方 -島田-」（1990年11月19日） - 角次
  - 第21部 第1話「悪鬼が巣喰う岡崎城 -水戸・岡崎-」（1992年4月6日） - 助次
  - 第22部 第3話「天下の嶮の幽霊騒動 -箱根-」（1993年5月31日） - 万作
  - 第23部 第6話「姥捨は鬼の仕業 -小諸-」（1994年9月5日） - 作次
  - 第30部 第10話「女サギ師は子猫好き -酒田-」（2002年3月11日） - 仙太
  - 第31部 第18話「消えた御老公 -福山-」（2003年2月24日） - 茂十
  - 第36部 第2話「母子逢わせた達磨さま -高崎-」（2006年7月31日） - 卯之吉
  - 第37部 第6話「家族涙の隠し金山 -佐渡-」（2007年5月14日） - 弥平
  - 第38部 第3話「昼行灯とあっぱれ女房 -石見-」（2008年1月21日） - 吉岡藤左衛門
  - 第42部
    - 第7話「じゃじゃ馬姫の逃避行 -金沢-」（2010年11月22日） - 若菜屋重兵衛
    - 第19話「恋でつないだ権兵衛峠 -伊那-」（2011年2月28日） - 喜三郎
- 月曜ドラマスペシャル
  - アリスの穴の中で（1990年）
  - トリカブト殺人事件 疑惑の女（1992年）
  - 森村誠一サスペンス死都物語（1997年10月20日）
- ウルトラシリーズ
  - ウルトラマンダイナ 第4話「決戦! 地中都市」（1997年） - タチバナ社長
  - ウルトラマンコスモス 第6話「怪獣一本釣り」（2001年） - ドイガキの父 役
- ふしぎな話「カントリーロード」（2000年）
- こちら第三社会部（2001年）
- 月曜ミステリー劇場
  - カードGメン・小早川茜 第7作「愚か者の涙」（2004年） - 大手観光社長
  - 森村誠一サスペンスシリーズ 第5作「音」（2005年） - 琴塚正義
- 月曜ゴールデン
  - 女タクシードライバーの事件日誌 第2作「作られた目撃者」（2004年）
  - 上条麗子の事件推理 第8作（2011年） - 石井康夫
- ハンチョウ〜警視庁安積班〜 第9話「母親の命か? 子どもの命か?」（2012年） - 柊肇
- SAKURA〜事件を聞く女〜 第5話（2014年） - 市丸浩二郎 役
- 石子と羽男-そんなコトで訴えます?-（2022年） ‐ 藤崎社長

#### フジテレビ
- ジキルとハイド 第5話「石上ユリの場合」（1973年）
- 愛無情（1988年）
- 教師びんびん物語 第7話「あぶない課外授業」（1988年、フジテレビ）
- 男と女のミステリー / 記憶なし ある朝突然、母が19歳の少女になった…（1989年）
- 約束の夏（1992年） - 山本
- ラスト・フレンド（1993年）
- 真夏の薔薇（1998年） - 三田村卓矢
- 砂の上の恋人たち（1999年）
- リカ（2019年）
- 世にも奇妙な物語 「わが様」（2022年） - 友枝勝

#### ANB
- 特別機動捜査隊
  - 第377話「若者たち」（1969年）
  - 第408話「東京番外地」（1969年）
  - 第443話「桃色の報酬」（1970年）
  - 第456話「ハイビスカスの女」（1970年） - 東田
  - 第632話「赤い魔女」（1973年） - 村瀬純
- 河童の三平 妖怪大作戦 第22話「妖怪逆怨鬼」（1969年） - 大工
- ご存知遠山の金さん 第19話「ぺてん和尚は殺しがお嫌い」（1974） - 杵太
- 江戸プロフェッショナル 必殺商売人 第2話「誘拐されて女よろこぶ」（1978年） - 文吉
- 西部警察 第28話「横浜ベイ・ブルース」（1980年） - 針尾組組員
- ダウンタウン探偵組（1988年）
- 土曜ワイド劇場
  - 混浴露天風呂連続殺人 第7作「OLいいたい放題ツアーと謎の美女」（1988年）
  - もう一つの旅路（1991年）
  - 新・赤かぶ検事奮戦記 第9作（1999年） - 今川市郎 役
  - タクシードライバーの推理日誌 第20作「東京～関門海峡1100km殺人」（2005年）
  - 鉄道捜査官 第6作（2005年） - 北山刑事 役
- 七人の女弁護士 第1シリーズ 第4話「新婚初夜殺人事件 疑われた密会の花嫁!」（1991年2月14日）
- はぐれ刑事純情派
  - （1993年） - 岸田仁志 役
  - 第7シリーズ 第2話「人が殺される!? 霊感を利用された女」（1994年） - 甲田誠一 役
  - 第10シリーズ 第25話「口が災い…未練の女」（1997年）
- はみだし刑事情熱系PART2 第7話「結婚サギ殺人の女」（1997年） - 渡辺一夫 役
- 相棒
  - Season 7第10話「ノアの方舟～聖夜の大停電は殺人招待状!」（2009年） - 阿藤富士夫 役
  - Season17第10話「ディーバ」渋沢武則 役
  - season20（2022年） - 西山正人 役
  - season23（2025年） - 飯窪郡治 役
- 子連れ狼 第二部 「第9話罠の刺客依頼! この親にしてこの子あり」（2009年）
- 日曜ワイド / おかしな刑事14（2016年） - 石川勝 役
- 銭形平次

#### テレビ東京
- そば屋梅吉捕物帳 第10話「おんな狩り」（1979年） - 伊三郎
- きっと誰かに逢うために（1996年）
- 松本清張没後25年特別企画『誤差』（2017年） - 酒井善信

#### HBC
- カントリーロード

#### 不明
- 星野仙一物語〜夢のかじりかけ

### 舞台
- ハムレット（舞台）
- 舞台「モリのアサガオ」（2015年10月、中目黒キンケロ・シアター） - 深堀圭三 役
- デルフィニア戦記 第一章（2017年1月、天王洲 銀河劇場） - ドラ将軍 役

### Webシネマ
- 純喫茶エルミタージュ - 2005年、宮川権三 役 （NETCINEMA.TV）

### CM
- 大正製薬グルコケア（2010年 - ） - 寿司屋主人 役